# Tetracentrum caudovittatus
Tetracentrum caudovittatus is een straalvinnige vissensoort uit de familie van de Aziatische glasbaarzen (Ambassidae). De wetenschappelijke naam van de soort is voor het eerst geldig gepubliceerd in 1935 door Norman.